# لی ان پرسلی
لی ان پرسلی (انگلیسی: Lea Ann Parsley؛ زادهٔ june ۱۲, ۱۹۶۸ (۵۶ سال)) ورزشکار اسکلتون اهل ایالات متحده آمریکا است.
وی در مسابقات کشوری و بین‌المللی در مجموع برندهٔ ۱ مدال نقره شده‌است.